# Lomasoma wardi
Lomasoma wardi är en plattmaskart. Lomasoma wardi ingår i släktet Lomasoma och familjen Fellodistomatidae. Inga underarter finns listade i Catalogue of Life.